# اسم کرنر (اکلاهما)
اسم کرنر(به انگلیسی: Sams Corner) شهری در ایالت اکلاهما کشور ایالات متحده آمریکا است که جمعیت آن در سرشماری سال ۲۰۱۰ میلادی، ۱۳۷ نفر بوده‌است.